# Wireless Application Protocol
Il Wireless Application Protocol o in sigla WAP è un protocollo di connessione ad internet per telefoni cellulari inventato da Alain Rossmann.

## Storia
Nel dicembre 1994 Alain Rossmann fonda nella Silicon Valley la sua quarta azienda startup, Unwired Planet, poi divenuta nota come Phone.com, che creò il software e il browser internet per i telefoni cellulari.
Nel 1999 l'italiana Omnitel è il primo gestore a fornire contenuti in formato WAP, seguita da un buon numero di gestori europei.
Nel febbraio del 1999 venne annunciata l'uscita del primo telefono cellulare con browser WAP, il Nokia 7110 e nel 2000 si assistette ad un notevole boom di vendite di cellulari con lo stesso protocollo.
Dopo il 2000 si succedono diverse versioni (la maggior parte di esse sono incompatibili fra di loro) in tempi molto ravvicinati: dal WAP 1.0 dopo pochi mesi si passa alla versione 1.1 e poi ancora alla 1.2.1. Tariffe troppo alte, per di più calcolate sul tempo di collegamento, difficoltà di utilizzo, i bug dei cellulari ecc. fanno assistere al naufragio del WAP.
La svolta avviene con l'uscita della versione 2.0: viene abbandonato il linguaggio WML per puntare sull'XHTML. Questo risultato viene conseguito grazie alla costituzione dell'Open Mobile Alliance, che riunisce circa 200 produttori di cellulari: il WAP Europeo si avvicina quindi all'i-mode giapponese.